# María Noel Riccetto
María Noel Riccetto Barusso (Montevideo, 27 marzo 1980) è un'ex ballerina e direttrice artistica uruguaiana.

## Biografia
María Noel Riccetto è nata a Montevideo nel 1980 e all'età di dieci anni ha cominciato a studiare danza presso l'Escuela Nacional de Danza.
Nel 1995 è stata scritturata da Ballet Nacional Sodre e tre anni più tardi ha cominciato a perfezionarsi all'University of North Carolina School of the Arts dopo aver vinto una borsa di studio.
Nel 1999 ha iniziato a danzare nel corps de ballet dell'American Ballet Theatre (ABT) e tre anni più tardi è stata promossa al rango di solista. Nei suoi tredici anni con la compagnia ha danzato in ruoli di rilievo come Calliope nell'Apollon Musagete, Clara ne Lo schiaccianoci e Mercedes in Don Chisciotte. Nel 2010 ha fatto da controfigura a Mila Kunis nelle scene di danza ne Il cigno nero.
Nel 2012 è tornata a danzare con il Ballet Nacional Sodre sotto la direzione di Julio Bocca. Nel 2017 ha danzato nella prima uruguaiana dell'Onegin di John Cranko e per la sua interpretazione del ruolo di Tatania ha vinto il Prix Benois de la Danse.
Nel 2019 si è ritirata dalle scene, ha lavorato come giurata in Uruguay's Got Talent ed è stata nominata ambasciatrice UNICEF. L'anno successivo è stata nominata direttrice artistica del Ballet Nacional Sodre.